# ヴィト・カッショ・フェロ

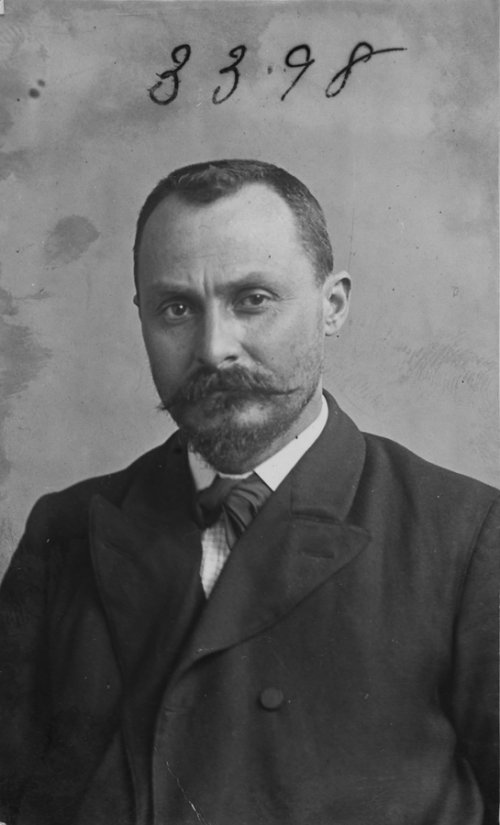
ヴィト・カッショ・フェロ(1902年)

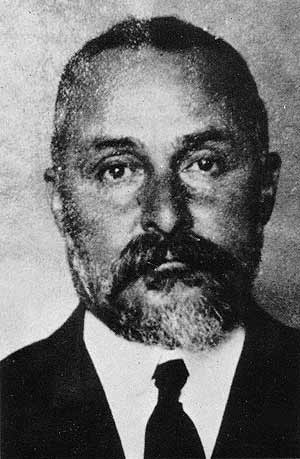
ヴィト・カッショ・フェロ

ヴィト・カッショ・フェッロ（Vito Cascio Ferro、1862年1月22日 - 1943年9月20日）はシチリア・マフィアで最初に「ボスの中のボス」と呼ばれた人物。背が高く美男子だったという。ドン・ヴィートと呼ばれた。
表向きは上流社会の名士を気取ったが、裏ではマフィアのボスとして君臨した。しかし、シチリアの民衆からは尊敬されていたという。彼が配下の村を訪ねると村の人たちは彼の手にキスをした。当時彼の手にキスすることは幸運だとされていた。上流階級からも国会議員、貴族、大土地所有者として尊敬を受けていた。
ジョゼッペ・ペトロジーノ殺害の黒幕とも言われている。

## プロフィール
1862年1月22日にパレルモで生まれ、ビザックイーノ村で育つ（長い間、同村出身だといわれていた）。父は農地監視人、母は小学校の教師（母ではなく妻が教師とする資料もある）。当時シチリアでは珍しく読み書きができたが学校は出ておらず、独学だと思われる。
1894年1月にイタリア政府がファッシの運動に対し厳しい追及を開始したため、一時期チュニジアへ渡り追及が収まったところでシチリアへ戻った。戻ってから犯罪の道へ進み窃盗グループ、誘拐団を組織する。1898年にある貴族の娘の誘拐事件で逮捕され、3年の懲役刑を受けた。当初は金目当ての誘拐犯とされていたが、真相は分からないがロマンチックな愛の物語ということを認められた。その後、刑期の満了を待たずに釈放された。
シチリアよりさらに縄張りを広げようと1901年8月にアメリカへ渡り、そこで現地のイタリア系アメリカ人はカッショ・フェロのことを知っていたので、ニューヨークのマーノ・ネーラ（コーザ・ノストラの前身）のボス、ジュゼッペ・モレロと部下のイニャツィオ・ルポらに歓迎された。3年ほどアメリカに滞在し、その間にシチリア・マフィアとマーノ・ネーラの関係を強化した。アメリカにいる間にマーノ・ネーラに商店から上納金を納めさせる代わりに保護を与えるというやり方を教えた。
1904年10月にパレルモへ戻ると犯罪企業を作りだした。シチリア、チュニジア、カラブリア、サルデーニャ、マルセイユを往復する漁船団を作り、表面的には漁をすることになっているが実態は盗品の密売に使われた密貿易だった。さらにパレルモの商業、産業活動に上納金を課す体制を作り上げ、農村部では家畜の窃盗も組織化した。彼がボスだった時代にマフィアは政府との癒着を強め勢力を伸ばした。
ニューヨーク警察のジョゼッペ・ペトロジーノがパレルモに来たとき、そのことをカモッラの構成員がカッショ・フェロに伝えようとしたが、カッショ・フェロはカモッラに会おうともしなかった。当時マフィアは価値観の違いなどでカモッラを軽蔑していた。
1914年までに恐喝、誘拐、放火などで、さまざまな嫌疑をかけられていたが、すべて無罪放免になっている。
チェーザレ・モーリがマフィアを取り締まったときに投獄される。1922年に起きた殺人事件の首謀者として、1930年6月27日に終身刑の判決が下った。刑務所に入ってからも外にいる仲間を使い、シチリアに影響力を与えるが、プローチダの刑務所に収監されて間もなく、1943年に心臓麻痺で死亡。刑務所の独房の壁にはシチリア方言で書かれた彼の言葉が防護ガラスで覆われ何年も残っていた、と伝えられる。